# Rayside-Balfour
Pour les articles homonymes, voir Balfour (homonymie).
 (décembre 2014).
Si vous disposez d'ouvrages ou d'articles de référence ou si vous connaissez des sites web de qualité traitant du thème abordé ici, merci de compléter l'article en donnant les références utiles à sa vérifiabilité et en les liant à la section « Notes et références ».
Rayside-Balfour est la dénomination d'une ancienne ville de l'Ontario, ayant existé de 1973 à 2000. Majoritairement francophone, elle comprend les communautés franco-ontariennes d'Azilda de Chelmsford et de Dowling. Elle fait aujourd'hui partie de l'agglomération du Grand Sudbury.

## Éducation
L'ancienne municipalité comprend 5 écoles élémentaires francophones dans les communautés d'Azilda et de Chelmsford. À Azilda, l'École publique Franco-Nord du CSPGNO, le conseil scolaire public et l'École catholique Ste-Marie du CSCNO, le conseil scolaire catholique, desservent les jeunes francophones de cette région. À Chelmsford, l'École publique Pavillon-de-l'Avenir du CSPGNO située dans la Chelmsford Valley Composite Secondary School et l'École Alliance Saint-Joseph du CSCNO, résultant de la fusion de trois écoles : St-Joseph, Jacques-Cartier, et Monseigneur Côté, desservent la francophonie locale. Le CSCNO compte également l'École St-Étienne à Dowling. Tous les étudiants anglophones d'Azilda doivent se rendre à Chelmsford pour poursuivre leur éducation en anglais.